# 第七六三海軍航空隊
第七六三海軍航空隊（だい763かいぐんこうくうたい）は、日本海軍の部隊の一つ。フィリピン防衛の主力爆撃隊として、大東亜戦争終盤に哨戒・爆撃・雷撃・特攻に従事した。七六三空。

## 七六三空編制までの経緯
七六三空は、第七六二海軍航空隊から独立して1944年（昭和19年）10月10日に編成された航空隊である。1944年（昭和19年）2月から3月にかけて、基地航空隊の充実化を目指して、第五二二海軍航空隊・第五二四海軍航空隊・第五四一海軍航空隊、そして七六二空を相次いで編成し、第一航空艦隊第六二航空戦隊に編入された。この4個航空隊は、有力な攻撃航空隊として養成すべく、5月5日付で連合艦隊附属に引き抜かれた。6月15日、第二航空艦隊を新たに編成したうえで編入し、「あ号作戦」には投入せずに訓練を重ねた。あ号作戦が失敗したことを受け、フィリピン戦線に投入すべく再編し、7月10日より七六二空に一本化した。
しかし、旧五二二・五二四・五四一空は、新機種の銀河および彗星を主力としたため、器材調達の遅れと搭乗員養成の遅れが目立ち、実用化が大幅に遅れた。さらに7月23日、各航空隊から精鋭を集め、全航空任務が可能な「T攻撃部隊」の結成が発表され、旧七六二空が召集された。T攻撃部隊は「丹作戦」に向けて実戦投入の準備を進めていたが、各部隊精鋭の寄せ集めにすぎず、実施能力に疑問符が打たれていた。そこで、T攻撃部隊を正式に一つの部隊として七六二空にまとめる代わりに、遅々として実戦投入の目処がつかない旧五二二・五二四・五四一空を七六二空から抹消し、新たに七六三空を編成することとなった。以下は、七六三空編制にいたるまでの3個航空隊の概略である。

## 第五二二海軍航空隊
1944年（昭和19年）3月1日、豊橋飛行場を原隊として木更津飛行場で開かれた陸上爆撃機隊。田中次郎司令以下、定数96機の銀河隊とされ、「轟部隊」の符牒を持つ。9月15日の東号作戦で12機体制の哨戒を行ったのが五二二空時代唯一の作戦参加である。一本化後は攻撃第406飛行隊に再編され、8月上旬の台湾進出を目指したが、器材・人員の調達が不振で、9月11日の「ダバオ誤報事件」を受けた沖縄小禄飛行場進出命令が初出撃となった。10月上旬にようやく全機が出水飛行場に進出した。

## 第五二四海軍航空隊
1944年（昭和19年）3月15日、三沢飛行場を原隊として豊橋飛行場で開かれた陸上爆撃機隊。和田鉄二郎司令以下、定数48機の銀河隊とされ、「曙部隊」の符牒を持つ。常時稼動機は10機に満たなかった。一本化後は攻撃第405飛行隊に再編され、8月上旬の宮崎進出を目指したが、やはり10月上旬の出水進出が精一杯だった。

## 第五四一海軍航空隊
1944年（昭和19年）3月15日、松山飛行場を原隊として松山飛行場で開かれた艦上爆撃機隊。鈴木由次郎司令以下、定数48機の彗星隊とされ、「響部隊」の符牒を持つ。彗星の調達は進捗せず、九九式艦上爆撃機で練成し、6月東号作戦には九九艦爆7機・彗星1機を木更津に派遣している。一本化後は攻撃第3飛行隊に再編され、8月上旬に国分飛行場に進出したが、なぜか鹿屋飛行場に展開する七六二空陸攻隊との共同訓練には着手しないまま七六三空に統合された。

## 七六三空の沿革
台湾沖航空戦で七六二空が壊滅的な被害を受けたため、フィリピン戦線に投入できる爆撃隊は七六三空のみとなった。まもなくフィリピンの地上戦が始まったため、七六三空は10月23日までにルソン島クラーク飛行場に進出した。
- 昭和19年（1944年）

10月24日　レイテ沖海戦に呼応し、彗星隊全力出撃、銀河隊8機夜間攻撃。
10月26日　レイテ島を銀河1機で奇襲爆撃。
10月29日　クラーク飛行場に敵機来襲、銀河1機喪失。
　　　　　　　　　　彗星3機で機動部隊を夜襲するが、往路で2機喪失し断念。
11月1日　オルモック湾上陸作戦の事前攻撃に銀河8機参加。
11月2日　レイテ島タクロバン飛行場を銀河6機で爆撃。
11月11日　総攻撃に備え索敵中の銀河2機が消息不明。敵情が把握できず総攻撃は中止。
11月18日　玄作戦（ウルシー環礁への回天特攻）支援のため、ダバオ進出中の銀河3機が事故で全損。
11月20日　玄作戦実施。ダバオに銀河4機進出。
11月21日　ダバオ派遣隊にウルシー特攻下令。しかし往路で発見した機動部隊を爆撃し帰還。
11月25日　本隊の銀河7・彗星2、ルソン島東方の機動部隊に特攻。
11月29日　ダバオ派遣隊、機動部隊攻撃に出撃するが会敵せず。
12月7日　本隊最後の出撃。
12月24日　ダバオ派遣隊全機出撃。戦闘機隊に襲撃され、デゴス基地に避難。
- 昭和20年（1945年）

1月8日　要員撤退のため、一航艦附属に転籍。翌日より台湾への撤退を開始。
2月5日　一航艦再編。新編の第七六五海軍航空隊要員から漏れた者は第二十六航空戦隊で訓練に従事。
5月8日　一航艦より離脱、台湾駐在のまま南西方面艦隊附属に転籍、陸戦訓練に従事。
編制から解隊までの10ヶ月のうち、作戦に従事できたのは序盤の3ヶ月に過ぎない。終戦をもって解散した。

## 主力機種
- 銀河
- 彗星

## 歴代司令
- 佐多直大（昭和19年10月10日‐戦後解散）